# Мадрігаль-дель-Монте
Мадрігаль-дель-Монте (ісп. Madrigal del Monte) — муніципалітет в Іспанії, у складі автономної спільноти Кастилія-і-Леон, у провінції Бургос. Населення — 178 осіб (2010).
Муніципалітет розташований на відстані близько 190 км на північ від Мадрида, 22 км на південь від Бургоса.
На території муніципалітету розташовані такі населені пункти: (дані про населення за 2010 рік)
- Мадрігаль-дель-Монте: 137 осіб
- Торнадіхо: 41 особа

## Демографія
Динаміка населення (INE ):